# Ainsworthia
Ainsworthia es un género perteneciente a la familia Apiaceae. Comprende 4 especies descritas y de estas, solo 2 aceptadas. Es originaria del suroeste de Asia, Chipre y Turquía.

## Taxonomía
El género fue descrito por Pierre Edmond Boissier y publicado en Annales des Sciences Naturelles; Botanique, sér. 3 1: 343. 1844. La especie tipo es: Ainsworthia cordata (Jacq.) Boiss.	

## Especies
A continuación se brinda un listado de las especies del género Ainsworthia aceptadas hasta julio de 2013, ordenadas alfabéticamente. Para cada una se indica el nombre binomial seguido del autor, abreviado según las convenciones y usos.
- Ainsworthia cordata (Jacq.) Boiss.
- Ainsworthia trachycarpa Boiss.